# ديفيد فيغيروا أورتيغا
ديفيد فيغيروا أورتيغا (بالإسبانية: David Figueroa Ortega)‏ هو سياسي مكسيكي، ولد في 6 يوليو 1970 في المكسيك. حزبياً، نشط في حزب العمل الوطني. وقد انتخب عضو مجلس النواب المكسيك.